# Холодний Яр (фестиваль)
Фестиваль нескореної нації «Холодний Яр» — всеукраїнський націоналістичний, просвітницький, благодійний фестиваль, вперше відбувся у 2015 році та став уже традиційним. Це один із небагатьох всеукраїнських фестивалів, що забороняє продаж та вживання алкоголю на території проведення своїх заходів.
Щороку фестиваль збирає близько 8 000 відвідувачів.
Захід проводиться за постійної підтримки Черкаської ОДА та Українського культурного фонду (УКФ) та силами громадських організацій «Холодний яр — Фестиваль нескореної нації» «Національний Альянс», «Сокіл», «Самооборона Майдану Черкащини».
Не слід плутати фестиваль із вшануваннями героїв Холодноярської Республіки, що вже понад 20 років відбуваються у селах урочища Холодний Яр. Вшанування проходять як данина пам'яті українцям, що боролися проти московсько-комуністичної окупації на теренах Черкащини, зокрема в урочищі Холодний Яр.
Фестиваль має дві рівноправні за важливістю мети:
1. просвітництво
2. благодійність

Досягнення першої мети відбувається шляхом змістового наповнення головних локацій фестивалю. Програма фестивалю складається із гутірок за участі відомих політиків та громадських активістів, відомих письменників, майстер-класів, а також музичної сцени. При цьому організатори обирають для гутірок теми, пов'язані з національно-визвольними змаганнями українців різних історичних періодів, політичною та геополітичною ситуацією в країні та світі, ідеологічними дискусіями, культурними новинами та презентаціями книг. Гурти й артисти на фестивалі виконують пісні виключно українською мовою.
Досягнення другої мети реалізується збором коштів на потреби українського війська. За час проведення фестивалю зібрано кошти та реалізовано чимало благодійних проектів. Зокрема, допомога в облаштуванні реабілітаційного центру Братів Кузьміних для українських військових — купівля тренажерів. на одному з фестів зібрали понад 60 тисяч гривень на «фаршування» автівки швидкої допомоги батальйону ім. Кульчицького, подарунки для дітей АТОвців

## Хронологія фестивалю

#### 2015 рік
Перший Фестиваль нескореної Nації — Холодний Яр був присвячений усім звитяжним епохам українського народу, починаючи від часів Русі, завершуючи сьогоденням. Розпочався фестиваль 3 липня в день перемоги Святослава Хороброго над Хозарським каганатом. Двадцять спікерів, серед яких політики, письменники та громадські діячі виступили на гутірковій галявині фестивалю. Музична сцена була наповнена творчістю 12 гуртів з різних куточків України. Серед них: Гайдамаки, Тінь Сонця, КОРАЛЛІ, Фіолет, Друже Музико, Веремій, Haspyd, Сонце в Кишені, Дель Тора, Мрія Життя. Серед запрошених гуртів був також колектив «Біла Вежа», який проте не зміг відвідати фест, адже потрапив до фіналу всеукраїнського конкурсу «Х-Фактор».
У 2015 році участь у фестивалі взяли близько двох тисяч людей, у 2016 — близько 5 000, у 2017 році — 8 000 відвідувачів з усієї України. Окрім кількості гостей фестивалю, захід з кожним роком розширює та збагачує свою програму. Зокрема під час третього фесту біля Малярового джерела відбувалися не лише гутірки та літературні читання, а комплекс заходів, що складався з трьох блоків. Перший — ранкові поетичні батли, другий — гутіркова галявина, третій — нічна акустична сцена. Порівняно з попередніми роками у 2017 році збільшилася кількість спортивних змагань. Якщо під час першого фесту відбувалися лише змагання з міні-футболу, то цьогоріч гості могли взяти участь і у турнірі з шашок, армрестлінгу, перетягуванні канату, турнірі з міні-футболу та козацьких забавах.

### 2016 рік
Фестиваль проходив 1-3 липня. У 2016 році до організації фестивалю також долучився Український інститут національної пам'яті, який організував кілька історичних виставок, а також історичні лекції. На фестиваль зібралося близько п'яти тисяч людей з різних куточків України. У програмі турнір з міні-футболу і літературні читання, розпалювання Холодноярської ватри і ночі кіно, військово-патріотичні майстер-класи та політичні диспути-«гутірки», дитячі розваги і лекції фахівців Інституту національної пам'яті, хенд-мейд і виступи відомих гуртів. Музична сцена цьогорічного фестивалю комбінувалася із акустичних виступів а повнозвукових. У перший день фесту на великій сцені був акустичний концерт від Piano Extremist, Антона Стрільця (hang), Живосила Лютого та виступи бардів Святослава Бойка (фронтмена гурту «Широкий Лан») і дуету «Шарж». Два наступних дні на сцені фестивалю виступили такі колективи: КОМУ ВНИЗ, Kozak System, ТІНЬ СОНЦЯ, Колір Ночі, HASPYD, Go-A, Простір, Точка Опори, Проти Течії, Zatoczka. Щодня на завершення заходів гості фестивалю дивилися українські фільми: «Спадок нації», «Легіон», «Холодний яр. Воля України або смерть», «Хроніки УПА».

### 2017 рік

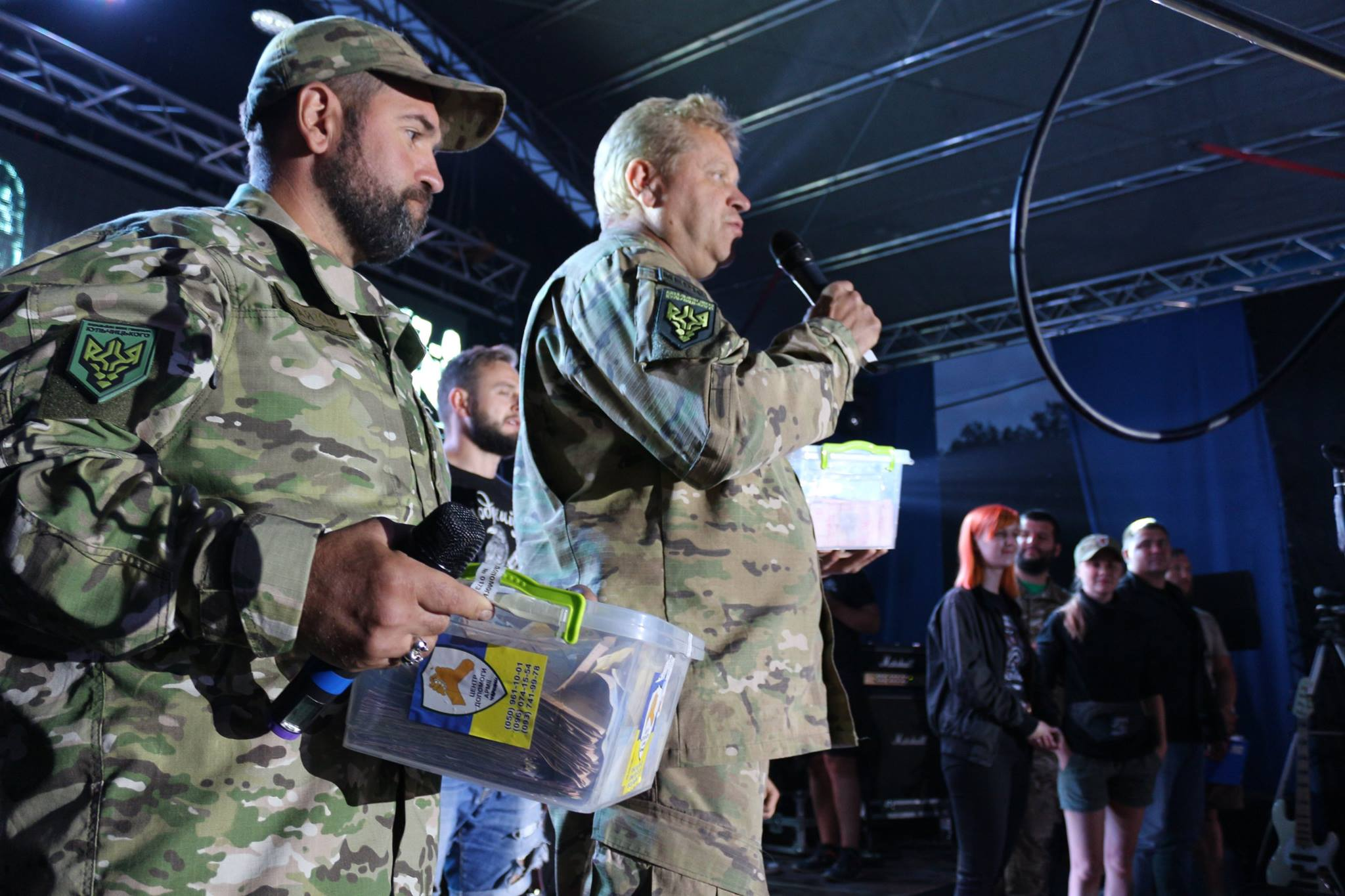
Організатори передають кошти зібрані на фестивалі

7-9 липня фестиваль зібрав близько 8 тисяч людей з різних куточків України. На фестивалі виступали: Тартак, Тінь сонця, Go-A, ДримбаДаДзига, ВІЙ, Joryj Kłoc (Йорий Клоц), KRUT, Натоліч, Залізний хрест, Чумацький шлях, Фіолет, Новимний кудень, Простір, Антін Мухарський, Piano Extremist, Христина Панасюк, Тільки Світло та інші. У 2017 році на фесті діяли окремі майданчики з найбільшою в Україні виставкою зброї від «Всеукраїнського об'єднання учасників бойових дій та волонтерів АТО», екологічний майданчик від Міністерства екології, Національного екологічного центру України та НІКЗ «Чигирин філіал „Холодний Яр“» та інші.

### 2018 рік
Фестиваль пройшов з 6 по 8 липня. За дні фестивалю тут пройшло безліч майстер-класів та зустрічей з цікавими спікерами: Леся Горліс-Горська, Василь Шкляр, Олег Тягнибок, Андрій Тарасенко, Лариса Ніцой, Юрій Сиротюк, Юрій Руф, Ірина Фаріон, Вогнеслав Змійович, Юрій Журавель, В'ячеслав Кириленко, Сергій Мерчук, Микола Величкович, Дмитро Ярош, видавництво «Залізний тато», Ігор Гузь. Музичну сцену запалювали: Кому вниз, Карна, От Вінта!, Тінь Сонця, Чумацький шлях, Motanka, Гуляйгород GG, КораЛЛі, Руслана Лоцман та інші. Також працювала дитяча галявина та галявина в екостилі, екскурсії до 1000 літнього Дуба Залізняка. На фестиваль нескореної нації «Холодний Яр» зібрали 61 600 грн для придбання тренажера, реабілітаційному центру Братів Кузьміних, який допомагає в лікуванні опорно-рухового апарату захисників України.

### 2019 рік
Фестиваль проходив на новій більш просторій локації у Суботові колисці української нації, вотчині Богдана Хмельницького. Територія фесту значно розширилася, оскільки попередня почала не вміщати всіх гостей. Відвідувачі мали змогу побачити нові туристичні локації пов'язані з Холодним яром, козаччиною та Чигиринщиною. В 2019 році, завдяки фестивалю, який об'єднав людей з різних куточків країни, і тим, хто не проходив повз волонтерів зі скриньками, а також завдяки організаторам, які підтримали потребу Госпітальєрів у новій автівці, яка потрібна суто «на нулі» — зібрали частину коштів на позашляховик для евакуації поранених, ідея нарешті стала ціллю. Екологічній складовій та здоровому способу життя присвячено й чимало заходів: лекція про шкідливість пасивного куріння, обмін досвідом, як організувати сортування сміття, пропагувалася ідея не використовувати пластиковий одноразовий посуд.
Гостями фестивалю стали відомі гурти «Тінь сонця», «Вій», «Юркеш», «Чумацький шлях», «Карна», «Сокира Перуна», та інші. На гутірковій сцені виступали Василь Шкляр, Володимир В'ятрович, Юрій Сиротюк, Пилип Іллєнко, відбуватимуться презентації книг про анексію Криму, були розгорнуті виставки, майстер-класи майстрів народної творчості. На відміну від багатьох популярних фестивалів, вхід на «Холодний Яр» безкоштовний.